# Зайцев Іван Дмитрович
Іван Дмитрович Зайцев (рос. Иван Дмитриевич Зайцев; псевдонім — Іван Рачада; 22 вересня 1909, Александровка — 7 грудня 1993, Київ) — український письменник. Генерал-лейтенант інженерних військ, Герой Радянського Союзу (1945). Заслужений будівельник України.

## Біографія
Народився 22 вересня 1909 року в селі Александрівка Сердобського району Пензенської області в селянській родині. Росіянин. Член ВКП(б)/КПРС з 1942 року. Закінчив середню школу.
У 1928 році призваний до лав Червоної Армії Сердобським райвійськкоматом Саратовської області. У 1929 році закінчив школу молодших командирів. У 1930 році демобілізувався. В 1933 році закінчив Саратовський інститут інженерів лісомеліорації, в 1936-му Київський інститут інженерів гідротехніки.
Вдруге призваний до лав Червоної Армії в 1941 році. У боях німецько-радянської війни з червня 1941 року. Пройшов бойовий шлях від західних кордонів СРСР до Сталінграда і назад через Дон і Сіверський Донець, через Дніпро і Західний Буг, через Віслу і Одер, Шпрее і Ельбу до Берліна і Праги.
Командир 40-ї інженерно-саперної бригади полковник 3айцев І. Д. відзначився 28 січня 1945 в боях на території Польщі при прориві оборони противника, взяття міста Кельці і форсуванні річки Одер біля населеного пункту Цюхен за чотири кілометри на північ від польського населеного пункту Хобеня. Бригада під командуванням полковника І. Д. Зайцева забезпечила надійне прикриття правого флангу військ армії і побудувала в короткий термін міст через річку Одер.
Указом Президії Верховної Ради СРСР від 6 квітня 1945 року за вміле командування бригадою і проявлені при цьому мужність і героїзм полковнику Івану Дмитровичу Зайцеву присвоєно звання Героя Радянського Союзу з врученням ордена Леніна і медалі «Золота Зірка» (№ 6528).
Після закінчення війни продовжував службу в армії. Обіймав посаду заступника командувача військами Київського військового округу з будівництва та розквартирування військ. З 1972 року генерал-лейтенант 3айцев І. Д. — в запасі. Заслужений будівельник Української РСР.

Могила Івана Зайцева

Жив у Києві. Помер 7 грудня 1993 року. Похований у Києві на Байковому кладовищі.

## Літературна діяльність
Іван Дмитрович Зайцев відомий і як драматург. Член Спілки письменників СРСР. Писав під псевдонімом Іван Рачада. Почав друкуватися в 1934 році. Автор понад десяти п'єс, в яких відобразив події німецько-радянської війни:
- «Є така партія»;
- «Коли мертві оживають»;
- «Люди в шинелях»;
- «Над блакитним Дунаєм»
- «Дорога названа»;
- «Чого бояться яструби»;
- «Ніна бездольная (Діва Марія)»;
- «Суд Феміди»;
- "Маршал Жуков"та інші.

На студії «Укртелефільм» було створено телеспектаклі за його п'єсами: «Вдови» (1968) й «Полинь — трава гірка» (1973). Автор сценарію телефільму «Ленін у вогненному кільці» (1993, 4 с.) за своєю п'єсою «Є така партія».

## Нагороди
Нагороджений Почесною Грамотою Президії Верховної Ради України, орденом Леніна, двома орденами Червоного Прапора, орденом Кутузова 2-го ступеня, двома орденами Вітчизняної війни 1-го ступеня, орденом Трудового Червоного Прапора, орденом Червоної Зірки, медалями.